# Oplysningstiden
Oplysningstiden var en periode i Europas kulturhistorie fra ca. 1700 til ca. 1800. Begrebet "oplysning" hentyder til, at filosoffer og videnskabsmænd udvidede menneskets viden og udbredte den til en bredere kreds. Samtidig blev denne viden brugt til at sætte spørgsmålstegn ved autoriteter som kongemagt og kirke. Man ønskede at se fordomsfrit på de fænomener, man undersøgte. Man søgte en naturlig og fornuftig forklaring.
Oplysningstiden var præget af en optimistisk tro på menneskets fornuft og dens evne til at erkende tilværelsen. Fornuften blev betragtet som uafhængig af enhver autoritet, og dermed som et redskab til at opnå frihed i forhold til autoriteterne. En vigtig inspiration kom fra naturvidenskaben, som i forbindelse med den naturvidenskabelige revolution i 1500-tallet og 1600-tallet havde haft succes med at forklare mange fysiske fænomener.
På det religiøse område var deismen fremtrædende. Den stod for troen på en Gud, der har skabt verden som et stort urværk, et perfekt system der kører af sig selv. Efter at have skabt verden griber Gud ikke aktivt ind i verdens begivenheder, for eksempel ved en speciel åbenbaring. Deismen var et udtryk for naturvidenskabens indflydelse på religionen.
I oplysningstiden opstod der en fornyet interesse for naturlig religion - den religion, der er i overensstemmelse med fornuften. Et slagord i tiden var ”Gud, dyd og udødelighed”. Hermed angav man, hvad man mente var de tre hovedelementer i den naturlige religion.
Eftersom kristendommen ifølge oplysningsfilosofien ikke har patent på sandheden, blev det almindeligt at slå til lyd for religiøs tolerance: Det er ikke de enkelte religioners og sekters egenart, der er afgørende, men deres grad af overensstemmelse med den naturlige religion.
Ordet "oplysning" har siden oldtiden betegnet både religiøst og filosofisk klarsyn. Ordet "oplysningstid" stammer fra Immanuel Kants afhandling Svar på spørgsmålet: Hvad er oplysning? fra 1784.

## Baggrunden for oplysningstiden
Tiden lige før oplysningstiden, dvs. 1600-tallet, var præget af tiltagende brydninger: Det voksende borgerskab stillede krav om del i magten og angreb dermed enevælden. Kirken og religionen mistede troværdighed i takt med at naturvidenskaben udvikledes og afslørede andre forklaringer på naturfænomener end kirkens forklaringer. I løbet af århundredet havde Francis Bacon, og Galileo Galilei udviklet den videnskabelige metode, og tænkere som Jacques-Bénigne Bossuet, Gottfried Leibniz, René Descartes og Baruch Spinoza havde lagt grunden for rationalismens synspunkter. De åbnede for, at mennesket med sin fornuft var i stand til at finde naturens, og dermed Guds, hemmeligheder.
Trods denne revolutionerende måde at anvende videnskaben på, var det dog først i slutningen af det 1600-tallet og især i 1700-tallet, at oplysningen kom i konflikt med de eksisterende autoriteter (konge og kirke). I 1600-tallet var rationalisterne næsten uden undtagelse stadig kongetro og kristne og manglede derfor den for oplysningstiden vigtige ingrediens: kritik af vedtagne autoriteter.
Den første af 1600-tallets tænkere, der anvendte kritikken på denne måde, var den franske filosof Pierre Bayle. I sit værk Dictionnaire Historique et Critique ("Historisk og Kritisk Ordbog") (1695-1697) anvendte han kritikken i et sindrigt fodnotesystem, der under lærde afhandlinger stillede spørgsmålstegn ved mange af Bibelens fortællinger. Han fremhævede, at sekter som arianerne og huguenotterne var blevet uretfærdigt forfulgt. Hans måde at anvende videnskaben på blev en stor inspiration for oplysningstidens tænkere, ikke mindst for Voltaire.
Oplysningstiden samlede og fokuserede på de eksisterende tendenser og stillede kritiske spørgsmål ved hjælp af naturvidenskaben. Ofte skete det med en bevidst mangel på respekt for autoriteter. Der blev stillet krav om om generelle udvidede beføjelser til individet i form af universelle menneskerettigheder. Der blev desuden stillet krav om friere politiske og økonomiske forhold for den enkelte borger.

## Definition af oplysningstiden

### Diversiteten i tidens tanker
Oplysningstiden bliver anvendt som samlet begreb for den filosofiske og videnskabelige tænkemåde, der anvendtes i 1700-tallet. Begrebet dækker dog over forskellige personer, retninger og skoler, både inden for de forskellige lande og mellem landene indbyrdes.. Den tyske oplysningstænkning var forskellig fra den franske, mens den tyske oplysningsfilosof Lessing havde mere tilfælles med Denis Diderot end med sin tyske oplysningskollega Christian Wolff. Der har derfor været uenighed mellem historikere om definitionen på oplysningstiden.
Idéhistorikeren Peter Gay, hvis værk The Enlightenment – An Interpretation (i to bind, 1966-1969), et hovedværk inden for studiet af oplysningens idéhistorie, har forsøgt at finde frem til de begreber, som alle oplysningstidens tænkere var fælles om. Det er meget generaliserende begreber, der var banebrydende. Han opsummerer fællestankegodset som et program for sekularisering, humanisme, kosmopolitisme og frihed, med særlig vægt på kampen for frihed i dens forskellige afskygninger. Den indbyrdes forskel mellem tænkerne lå i de hovedproblemer, de tog fat på i deres forsøg på at virkeliggøre disse grundtanker i samfundet. Forskellen lå også i de metoder, de brugte.
De konkrete ideer varierede efter geografi og de enkelte oplysningstænkere, og de ændrede sig i løbet af århundredet. I periodens sidste halvdel var kritikken langt mere radikal end i den første. De fleste oplysningstænkere i begyndelsen af århundredet var deister: franskmændene Voltaire og Montesquieu; englænderne John Locke og Anthony Collins. I anden halvdel af århundredet kom der flere og flere ateister blandt filosofferne.
En vigtig karakteristik af oplysningstiden er ændringen af betydningen af ordet "innovation" (fornyelse). Tidligere var "fornyelse" negativt ladet og blev anvendt som et skældsord, men fra 1700-tallets begyndelse fik innovation en positiv betydning.

### Naturretten
Ved hjælp af oplysning blev befolkningen befriet fra det formynderskab, som autoriteterne og traditionerne (specielt den kristne tradition) udøvede. Det svarede til Kants tanke om, at mennesket må oplyses for at vinde selvbestemmelse og "myndighed". Denne tanke har udgangspunkt i Hugo Grotius´ retsfilosofi (1625), der udtrykker tanken om ligheden mellem mennesker gennem begrebet naturret: Det er ikke Gud, der er ophav til samfundets moralske love, men fornuften. Tankerne videreudvikles i England af John Locke (i Two Treatises on Government (1690)), David Hume, Adam Smith og Jeremy Bentham; i Frankrig af Rousseau (Om samfundspagten (1762)); og i Tyskland af Leibniz, Lessing og Immanuel Kant, der med sine filosofiske undersøgelser af selve begrebet fornuft står som omdrejningspunktet i europæisk filosofi efter antikken.
Frihed, fremskridt og myndighed var nogle af de nye nøglebegreber: myndige mennesker skulle træffe rationelle valg til samfundets bedste, hvilket bl.a. affødte menneskerettighedserklæringen, der blev vedtaget af den franske nationalforsamling i 1789. Der var en optimistisk tro på de videnskabelige fremskridt som vejen til økonomisk udvikling.

### Antikkens filosofi
Tænkerne i oplysningstiden var stærkt præget af antikkens filosofi. De græske og især de romerske filosoffer ansås af oplysningsfilosofferne for at være de første, der granskede naturen ud fra et ikke-religiøst og videnskabeligt synspunkt. Samtidig havde oldtidens tænkere også oplysningstidens optimisme. Herved adskilte antikken sig fra den mellemliggende periode - middelalderen - der efter oplysningsfilosoffernes mening var undertrykt af kristendommens pessimistiske menneskesyn (Mennesket er en synder). Denne samklang mellem de to tidsaldres tænkemåde har fået Peter Gay til at kalde periodens livssyn for et "moderne hedenskab" (på engelsk: "modern paganism").
Især to retninger inden for antikkens filosofi tiltalte oplysningstænkerne: epikuræismen og stoicismen. Med hensyn til epikuræismen var det især digteren Lukrets' digt De Rerum Natura ("Tingenes Natur"), der var populært. Digtet forklarede, at verden er skabt af atomer, og at guderne kun har skabt den for derefter at iagttage. Det var et synspunkt, der tiltalte deisterne og til en vis grad også ateisterne, og som inspirerede mange af dem.
Med hensyn til stoicismen var det især Cicero, der var den foretrukne tænker. I sit skrift De Natura Deorum ("Om gudernes Natur") gennemgår han de mange forskellige filosofiske retninger og afslører sin egen kynisk realistiske holdning til romernes religion. Han mener, at religionen er vigtig for at bibeholde stabiliteten og traditionen, men afslører, at det ikke er dybere religiøse følelser, der griber ham. Bogen blev af Voltaire betegnet som "antikkens sandsynligvis bedste bog", og han gentog ofte Ciceros tanker i sine skrifter.

### Religionen
Et af de mest markante aspekter ved oplysningstiden er sekularisering. Baggrunden findes allerede i 1600-tallet, hvor den engelske deisme fremkom. Edward Herbert, som regnes for at være den første engelske deist, opstillede et system, hvori menneskets sanser fik en langt større betydning end i tidligere religiøse tankesæt. John Toland var den første, der fulgte denne tankegang til sin naturlige konklusion. Han hævdede, at religionen skulle tilpasses fornuften. (Christianity Not Mysterious fra 1696).
Anthony Collins videreførte disse argumenter; første gang i An Essay Concerning the Use of Reason fra 1707. Hans hovedværk var A Discourse of Free-Thinking fra 1713, hvori han afviser, at noget kan være "over fornuften" og hævdede, at åbenbaringen skulle tilpasses menneskets ideer om ”den naturlige religion”. De engelske deister var nogle af de første, der på grundlag af en fornuftbaseret religion radikalt og bevidst afveg fra de autoriserede og vedtagne kirkelige tolkninger af kristendommens skrifter.
Voltaire og de franske deister fik de væsentligste bestanddele af deres ideer fra England. Anonyme deistiske skrifter havde cirkuleret i filosofiske cirkler i afskriftform, f.eks. Le militaire philosophe ("Den militære filosof") og Traité des trois imposteurs ("Traktat om de tre bedragere", 1719, dansk oversættelse 2010)) Voltaire og andre af de franske filosoffer nøjedes ikke med at komme med alternativer til den vedtagne religion; de anvendte også de deistiske tanker til at fremkomme med en hård kritik af den katolske kirke. Det blev startskuddet til århundredets polemiske og ofte anonyme litteratur, hvori religionskritikken blev fremført i en form, som sjældent var set før. I løbet af den følgende generations oplysningsfilosoffer var der en del erklærede ateister, såsom Paul Henri Thiry d'Holbach (især med skriftet Christianisme dévoilé ("Kristendommen afsløret", 1761)) og Claude Adrien Helvétius (med skriftet De l'esprit ("Ånden", 1758)). Religionskritikken blev således vendt mod Voltaire, der trods sin kritik af kristendommen kæmpede mod materialismen.
Selv om antallet af deister og ateister steg i løbet af århundredet, var disse retninger dog forbeholdt et fåtal, både i befolkningen og i den lærde verden. I Tyskland fremkom Christian Wolffs filosofiske system, som søgte at anvende de rationalistiske ideer uden at afskrive troen på en guddommelig åbenbaring. I Vernünftige Gedanken von den Kräften des menschlichen Verstandes ("Fornuftige tanker over den menneskelige forstands styrke") (1712) og andre værker udviklede han et grundigt system, der fik stor udbredelse i Europa. I midten af århundredet var den ældre skolastiske teologi på universiteterne på de protestantiske universiteter i Europa udskiftet med wolffianismens rationalistiske teologi.

### Tolerance
Europa havde i de foregående århundreder oplevet mange krige og stridigheder som følge af religiøse uoverensstemmelser. Efter reformationen i 1500-tallet steg antallet af disse betydeligt: trediveårskrigen, stridighederne mellem katolikker og huguenotter i Frankrig, og mange borgerkrige i England. Der var tilløb til religiøs tolerance, f.eks. Nantes-ediktet i 1598, men det var enkeltstående tilfælde.
Først i slutningen af 1600-tallet begyndte teorien om den religiøse tolerance at blive et vigtigt grundlag for politisk stabilitet. Det skete første gang i Pierre Bayles skrift Commentaire Philosophique (1688) og i John Lockes Epistola de tolerantia (1689). De to filosoffer fremhæver, at tilhørsforhold til et religiøst samfund bør være frivilligt, og at der ikke bør ske forskelsbehandling af de forskellige trossamfund, der findes i staten.
Disse ideer blev for størstedelens vedkommende optaget i den sene oplysningstids grundtanker. Voltaire praktiserede dem aktivt, da han engagerede sig i Calas-affæren. Sagen drejede sig om den calvinistiske købmand Jean Calas, der i 1762 blev tortureret og henrettet, anklaget for at have myrdet sin søn. En folkemængde havde efter sønnens død krævet faderen straffet, fordi den mente, at han havde myrdet sønnen, der ville omvende sig til katolicismen. Faderen havde et solidt alibi: han havde spist til middag med hele sin husholdning på tidspunktet for sønnens død. Resten af familien blev dømt medskyldige, fordi den havde dækket over faderen.
Året efter sagen udgav Voltaire skriftet Traité sur la tolerance à l'occasion de la mort de Jean Calas ("Afhandling om tolerancen i anledning af Jean Calas' død", 1763). I skriftet påviste han, at faderen var offer for et justitsmord som følge af religiøs intolerance. Voltaire fremførte sit forsvar så overbevisende, at sagen blev genoptaget i 1765. Calas-familien med den henrettede fader blev pure frifundet.
En anden fortaler for religiøs tolerance var den tyske filosof Gotthold Ephraim Lessing. I Nathan der Weise, et dramatisk digt fra 1779, besvarer han spørgsmålet om, hvilken religion der er den sande, ved at fortælle en historie om tre ringe: En far havde en ring, der på magisk vis gjorde ejeren elsket og respekteret af alle. Da han imidlertid havde tre sønner, der skulle arve ham, kopierede han ringen i to eksemplarer. Derved blev der en ring til hver af sønnerne. Men samtidig blev det umuligt at afgøre, hvilken ring der var den ægte.
Efter farens død kom sønnerne op at skændes om, hvem der havde den ægte ring. En dommer måtte nu dømme i sagen. Han sagde, at da alle sønnerne nu var blevet uvenner, var der ingen af dem, der var i besiddelse af den ring, der gjorde ejeren elsket og respekteret af alle. De tre ringe (der symboliserer jødedom, kristendom og islam) måtte derfor være lige gode eller lige dårlige. Enhver havde lov til at tro på, at han havde den ægte ring. På samme måde har ethvert menneske lov til at tro på, at det har den sande religion. Enhver må blive salig i sin tro.
Tolerancen åbnede landegrænser for religiøse flygtninge. I Europa var det især de franske huguenotter, der måtte flygte fra Frankrig efter ophævelsen af Nantes-ediktet i 1685. Mange af dem slog sig ned i Holland, Preussen, Polen, Sverige og Danmark. I mange tilfælde viste de sig at være et væsentligt gode for de lande, de slog sig ned i, da de ofte var af dygtige købmænd og talentfulde håndværkere.

### Videnskaben
Hovedårsagen til den optimisme, der var så udbredt i tiden, var naturvidenskabens fremskridt. I 1600-tallet udvikledes den naturvidenskabelige metode, og i slutningen af århundredet beviste Isaac Newton metodens værdi med sine videnskabelige arbejder, ikke mindst opdagelsen af tyngdekraften og de tre mekaniske love.
Den naturvidenskabelige metode skabte en større interesse for naturvidenskaben hos mange lærde i løbet af 1700-tallet. Mange af de fremstående oplysningstænkere var videnskabsmænd eller lærde amatører. I Frankrig udbredte Voltaire kendskabet til Newtons resultater med bogen Eléments de la philosophie de Newton ("Newtons filosofis elementer", skrevet i 1738 i samarbejde med den lærde Émilie du Châtelet). Jean le Rond d'Alembert var matematiker og Denis Diderot var velbevandret i mekanikken, osv. I USA lavede Benjamin Franklin naturvidenskabelige forsøg af mange slags.
Europas universiteter fulgte først med denne udvikling i det sene 1700-tal. De fremherskende skoler aristotelismen og skolastikken var pensum i langt de fleste institutioner. Kun ganske få formåede at blive en del af oplysningstidens videnskabelige miljø. Det var universiteterne i Halle og Edinburgh, og fra 1734 universitetet i Göttingen.
I stedet var det primært de kongelige videnskabelige selskaber, der aktivt var medvirkende til udbredelsen af kendskab til naturvidenskab. Ikke mindst den svenske naturforsker Carl von Linné, som medvirkede til grundlæggelsen af Kungliga Svenska Vetenskaps Akademien i 1739, bidrog med sit klassifikationssystem til planter og dyr - en af de største af 1700-tallets naturvidenskabelige opdagelser
Mange videnskabelige selskaber og akademier blev etableret i 1600-tallet, først og fremmest det engelske Royal Society (1660), men også det franske Académie des sciences (1666). Det danske Videnskabernes Selskab blev oprettet i 1742.
Alle bestræbelser på at fremme naturvidenskaben bar frugt i løbet af 1700-tallet. Først og fremmest oplevede man et begyndende befolkningsoverskud i de europæiske lande som følge af forbedrede produktionsmetoder og den gradvise forbedring af lægevidenskaben. Opfindelsen af vaccinationen mod kopper (inokulationen) var et stort skridt fremad i kampen mod børnedødeligheden. Med John Harrisons opfindelse af det maritime kronometer kunne man for første gang præcist bestemme angivelsen af længdegraden. Det forbedrede mulighederne for langdistancesøfart betydeligt. Med James Watts opfindelse af en brugbar dampmaskine i 1776 var grunden lagt til den industrielle revolution, og den første industri blev anlagt i England i form af mekaniserede uldspinderier og væverier.

### Statsstyre
Oplysningstiden var i høj grad et produkt af borgerstandens vækst. Selv om de fleste oplysningsteorier blev fremlagt som universelle, var langt de fleste af dem et udtryk for borgerskabets ønsker i et Europa, der stadig var feudalistisk, dvs. hvor kun konge, kirke og adel havde mulighed for at få indflydelse.
En af hovedideerne i oplysningstidens tænkning var frihed. Men forestillingen om, at demokrati er lig med den højeste politiske frihed for individet, er af nyere oprindelse. I 1700-tallet var der langt fra konsensus om dette. For mange af oplysningsfilosofferne var den oplyste enevælde den bedst tænkelige regeringsform: Kongen er under denne form for styre en hersker, der er oplyst af filosofien, og han omgiver sig med rådgivere, der ved uddannelse og lærdom er i stand til at give oplyste råd. Teorien var, at herskeren udelukkende vil bruge sin uindskrænkede magt til gode reformer i oplysningstidens ånd på grund af styrets filosofiske udgangspunkt. Borgeren ville ikke blive hindret af indskrænkende love. Hvis han var dydig, klog og arbejdsom, ville han blive værdsat efter fortjeneste. Det betød, at enhver, uanset fødsel og rang, kunne gøre sin lykke. Således var der frihed for den enkelte borger.
I løbet af århundredet var der flere herskere, der blev anset for at være oplyste monarker, og som blev prist af oplysningsforkæmperne. Preussens Frederik den Store var formodentlig den mest populære af dem. Hans mange reformer og hans omgang med især de franske oplysningsfilosoffer gjorde ham til et symbol på den oplyste monark. I nogle henseender levede han dog ikke op til oplysningstidens tankegang, for eksempel med sin ekspansionistiske udenrigspolitik, der ofte fremprovokerede krige som den Østrigske arvefølgekrig og Syvårskrigen. Herved gik han imod oplysningstænkningens fremherskende forestilling om at krig, med visse nødvendige undtagelser, var utilgiveligt. Også Ruslands kejserinde Katharina 2. og Østrigs kejser Josef 2. gjaldt som oplyste monarker.
Der var tænkere, der talte for indførelsen af stænderforsamlinger eller endog parlamenter i de europæiske monarkier og for indførelsen af et konstitutionelt monarki for at sikre borgerstanden indflydelse. Forbilledet var Englands og Sveriges regeringsform. I Frihedstiden (1719-1772) fik Sverige en forfatning, der gav den svenske Riksdag forøgede beføjelser på bekostning af kongemagten.
I sidste halvdel af 1700-tallet blev ideen om indførelsen af en demokratisk regeringsform stadig mere udbredt. Især i Nordamerika, hvor oplysningstænkere som Benjamin Franklin, Thomas Jefferson og John Adams talte for de engelske nordamerikanske koloniers uafhængighed og for en komplet afskaffelse af den monarkiske styreform og indførelsen af en republik. Da deres tanker blev indført i praksis som en følge af den amerikanske uafhængighedskrig (1775-1783), forstærkedes opbakningen til ideen i Europa, særligt i Frankrig.

## Oplysningstiden i Frankrig
I Frankrig havde skribenter og videnskabsmænd i lang tid været underlagt censur af enevældige konger og en magtfuld kirke. Men med den gryende kritik i Bayles skrifter, skrevet og udgivet i Holland og England uden for rækkevidde af de franske magthavere, begyndte en litterær og nogle gange endog korporlig strid i Frankrig. Den var voldsommere og langt mere langtrukken end i noget andet europæisk land.
Voltaire var tidligt kritiker af de bestående samfundsforhold. I 1717 blev han sat i Bastillen for et skrift mod enevælden. Men det var først i eksil i England (i 1726-1729), at han koblede kritikken sammen med naturvidenskaben. Det skete efter at han stiftede bekendtskab med Newtons og John Lockes værker. Ved sin hjemkomst til Frankrig kunne han med fornyet kraft genoptage sit kritiske og satiriske forfatterskab. Mest kendt i eftertiden er den humoristiske roman Candide (1759). Samtiden bedømte hans historiske værker og hans større filosofiske skrifter som Dictionnaire philosophique ("Filosofisk ordbog", 1764) langt højere. Han havde et tvetydigt forhold til sine skrifter, for de var som oftest anonyme. Desuden skete udarbejdelsen af skrifterne i sikre omgivelser: fra 1734 til 1749 på slottet Cirey hos madam du Chatelet og fra 1759 til sin død i 1778 på slottet Ferney, der lå tæt på den schweiziske grænse. Censurlovgivningen i Frankrig kunne være meget restriktiv, og derfor var det betryggende for en samfundskritisk forfatter på kort tid at kunne flytte fra Frankrig. I en kort periode var han rådgiver for Frederik den Store af Preussen, men de skiltes som uvenner, da Voltaires ideer på mange punkter ikke stemte med Frederiks realpolitiske inden- og udenrigspolitik.
Charles-Louis de Secondat Montesquieu beskæftigede sig indgående med Europas grundlag for statsforfatninger og love. I 1721 udgav han bogen Lettres persanes ("Persiske breve") der under dække af at være skrevet af en persisk rejsende i Paris kritiserer de politiske forhold i Europas kongedømmer. Hovedværket var De l'Esprit des Lois ("Lovenes ånd", 1748), som udviklede en grundlæggende teori for staters statsforfatning. Han gennemgik republikanske, monarkiske og demokratiske staters regeringsgrundlag for at fastsætte de ideelle forhold for forfatninger. Det var i dette værk at ídeen magtens tredeling dvs. adskillelsen af den lovgivende, udøvende og dømmende magt første gang blev fremført. På grund af værkets omfattende gennemgang af alle tidens kendte regeringstyper blev hans ideer vidt udbredt i århundredets statspolitiske forfatteres værker. Således også i Danmark, hvor Jens Schielderup Sneedorff og senere Andreas Schytte kunne anvende Montesquieus tanker til lærde forsvar for den gældende enevældige regeringsform.
Den nationaløkonomiske skole fysiokratisme opstod omkring midten af århundredet. Hovedmændene var statsmanden Anne Robert Jacques Turgot og nationaløkonomen François Quesnay. Fysiokraterne fremførte en tidlig form for liberalisme: de hævdede, at en stats handel og produktion bedst kunne fremmes ved at give så frie vilkår som muligt. Samtidigt skulle skatterne sænkes til kun det allermest nødvendige for statens overlevelse, allerhelst ved indførelsen af enhedsbeskatningen "impot unique", hvor kun de steder blev beskattet, hvor der skete en værditilvækst i økonomien. Den fysiokratiske tankegang fik stor betydning i samtiden, og mange nationaløkonomer rundt omkring i Europa tog ideer fra systemet til sig. Ikke mindst den skotske økonom Adam Smith, som brugte mange af dem til udviklingen af den moderne liberalisme.
Et af hovedværkerne fra oplysningstiden er det franske opslagsværk Encyclopédie (Encyklopædien) (1751-1780), som blev redigeret af Denis Diderot i tæt samarbejde med d'Alembert. Værket repræsenterer så godt som hele oplysningstanken i trykt form og blev samtidig forbilledet for alle encyklopædier. De franske encyklopædister, som talte de fleste af tidens førende franske oplysningstænkere som Voltaire, Paul Henri Thiry d'Holbach, Jean-François Marmontel, Charles de Brosses og Charles Pinot Duclos, nationaløkonomerne François Quesnay og Anne Robert Jacques Turgot. Blandt de seneste medarbejdere var "revolutionens filosof" Nicolas de Condorcet. Han havde til mål at kortlægge den aktuelle viden om alle teoretiske videnskaber og praktiske erhverv i den franske encyklopædi. Værket var en udvidet og politiseret i Ephraim Chambers´ encyklopædi fra 1728. Encyklopædien udkom mellem 1751 og 1772 (med supplementsbind og rettelser i 1772, 1777 og 1780). Den blev berømt for redaktør Diderots mange konflikter med kirkens og statens censur.
Trods censuren lykkedes det at få udgivet encyklopædien. Det skyldtes en stor del statsmanden de Malesherbes, der besad den vigtige post som øverste censor i Paris. Han havde sympati for mange af oplysningstidens radikale tanker og gjorde meget for at se igennem fingre med mange af de forbudte skrifter.
Jean-Jacques Rousseau var en anden af Frankrigs oplysningsfilosoffer, som fik stor betydning for eftertiden. Rousseau mente, at den europæiske civilisation havde fordærvet og ødelagt menneskenes sind, og han agiterede for, at mennesket burde vende dette samfunds liv ryggen. Ikke for at opgive den menneskelige kultur og vende tilbage til naturen, men for at opbygge et nyt samfund baseret på principper som ikke ødelagde menneskene. I 1762 udgav han bogen Émile, ou de l’éducation ("Emile, eller om Opdragelsen"), der beskrev, hvordan han ville opdrage et barn uden civilisationens kunstighed. Grundprincippet var, at barnet skulle have langt større frihed, både fysisk og psykisk, og at den traditionelle boglige skoleuddannelse skulle udskiftes med barnets egne erfaringer. Samme år udgav han Du contrat social ("Om den sociale kontrakt"), der beskrev hvordan samfundet burde baseres på "folkets vilje" ved hjælp af en frivillig kontrakt mellem den enkelte borger og staten. Ideen havde han fra Hugo Grotius og de engelske empirister. Særligt Locke havde været fortaler for en kontrakt. Bogen beskrev endvidere, hvordan der burde oprettes "folkeforsamlinger", hvor enhver borger kan få indflydelse på statens bestyrelse.
I sidste halvdel af 1700-tallet steg utilfredsheden i Frankrig til nye højder. Landet var i dyb gæld, og bønderne blev plaget og udnyttet af godsejerne. Antallet af subsistensløse steg i Paris og andre store byer, da landbefolkningen i stor stil flyttede til byerne for at forbedre sine kår. Ludvig 16. var en svag og uerfaren konge. Det gav frit spil for kritikere og intrigemagere. Utilfredsheden blev efterhånden så stor, at han i 1789 blev tvunget til at oprette stænderforsamlinger for at dæmpe uroligheder.
Men stænderforsamlingerne havde den modsatte effekt: De åbnede for mange krav om videregående reformer og endda oprør. Snart mistede regeringen grebet om begivenhederne. Med folkemængdens indtagelse af Bastillen den 14. juli samme år udbrød den franske revolution.
Revolutionen og de efterfølgende diskussioner om Frankrigs nye forfatning vakte stor sympati blandt Europas oplysningsfilosoffer, og mange håbede, at Frankrig ville få en stat på grundlag af de talrige teorier om at skabe et bedre samfund. Men i løbet af få år var revolutionen forvandlet til jakobinernes og Maximilien Robespierres rædselsperiode, hvor guillotinen flittigt anvendtes på nye og gamle politiske modstandere. Med Napoleon Bonapartes overtagelse af magten i 1799 var oplysningstidens håb om at se et nyt og demokratisk samfund i Frankrig slut.

## Oplysningstiden i Storbritannien
I England var det især empirismen, der ydede det væsentligste bidrag til oplysningstidens tanker. Empiristerne hævdede, at sanserne og fornuften skabte virkeligheden for mennesket i modsætning til rationalisterne, som næsten udelukkende fremhævede fornuften på bekostning af sanserne. Empirismens fremkomst i England hang blandt andet sammen med udviklingen af den videnskabelige metode, som Francis Bacon var den drivende kraft bag. Senere videnskabsmænd som Robert Boyle og Isaac Newton beviste dette aspekt med de videnskabelige resultater af deres forskning.
Efter den "gloriøse revolution" (Glorious Revolution) i England 1688 nød landets indbyggere godt af en enestående borgerlig frihed. Det opmuntrede lærde til at deltage i debatten om politiske og samfundsmæssige problemer. Fra slutningen af 1600-tallet og begyndelsen af 1700-tallet udkom en del betydningsfulde værker af politisk teoretisk karakter. Først og fremmest John Locke som allerede lige efter regeringsomvæltningen af 1688 udgav værket Two Treatises of Government ("To afhandlinger om regering", 1689). Her støtter Locke den nye ordning med udvidet magt til parlamentet og baserer det på ideen om den sociale kontrakt mellem magthaverne og folket. I An Essay Concerning Human Understanding ("Et essay om den menneskelige forståelse", 1690) fremhæver han empirismens ideer om menneskets sind som tabula rasa.
Den engelske oplysning begyndte tidligere end de andre europæiske lande, og især de franske oplysningsfilosoffer vedkender sig deres gæld til England. Særligt Voltaire, der i sin bog Lettres philosophiques sur les Anglais ("Filosofiske breve om englænderne", 1734) priser England for at være det eneste rigtigt oplyste land i verden.
Inspirationen kunne dog også gå modsat, som det ses med Edward Gibbon. Hans første værk var på fransk med titlen Essai sur l'Étude de la Littérature ("Essay over studiet af litteraturen", 1761) og var i høj grad inspireret af de franske antikvariske lærde. Hans hovedværk var The History of the Decline and Fall of the Roman Empire (1776-1789) der gennemgik Romerrigets storhed og fald. Faldet tilskriver han kristendommens udbredelse i riget.
I Skotland fandtes en gruppe betydelige oplysningsfilosoffer. Ikke mindst på grund af universiteterne i Edinburgh og Glasgow som var langt mere åbne overfor tidens nye tanker end andre europæiske universiteter. Hovedkraften i den skotske oplysning var David Hume, som fulgte den engelske empirisme. Med værket A Treatise of Human Nature ("En afhandling om menneskets natur", 1739-1740) skrev han hovedværket inden for denne tankeretning. Hume var sandsynligvis selv ateist; på sit dødsleje udtalte han, at hans eneste ærgrelse ved livet var, at "selvom han havde været travlt optaget med at gøre mine landsmænd klogere og især frelse dem fra den kristne overtro, så havde han desværre ikke færdiggjort dette store stykke arbejde" 
Adam Smith var en indflydelsesrig nationaløkonom fra den skotske oplysning. Med værket An Inquiry into the Nature and Causes of the Wealth of Nations, bedre kendt som Wealth of Nations ("Om nationers velstand", 1776), grundlagde han den økonomiske skole liberalismen, der snart helt fjernede den merkantilistiske tankegang i Europa. Bogen fik stor indflydelse på den industrielle revolution, idet den angreb organiseringen af produktionen videnskabeligt.

## Oplysningstiden i Italien
Den italienske oplysningstid var meget varieret ikke mindst på grund af den politiske situation. Halvøen var delt i mange små selvstændige stater med vidt forskellige regeringsformer og historiske baggrund. Den italienske oplysningstænker, hvis værker fik den største udbredelse i Europa, var Cesare Beccaria. Han var statsmand fra hertugdømmet Milano, og hans ideer var for en stor dels vedkommende inspireret af den engelske oplysning. Hovedværket Dei delitti e delle pene ("Om forbrydelse og straf", 1764)er et af de første retsfilosofiske værker, som talte imod anvendelsen af dødsstraffen.

## Oplysningstiden i Tyskland
De tyske oplysningstanker udviklede sig for en stor dels vedkommende markant forskelligt fra den franske og britiske. I stedet for fremkomsten af en radikal samfundsomvæltende filosofi udvikledes i stedet en åndsretning, der forstod at inkorporere mange af oplysningstidens tanker i samfundet i samarbejde med statsmagten og kirken. Det var Christian Wolffs filosofiske system der muliggjorde dette. Wolff udviklede sin kristne rationalistiske filosofi ud fra Gottfried Wilhelm Leibnizs ideer om et kompromis mellem videnskab og teologi. Han udforskede metafysikken og den kristne åbenbaring, og hvad de fleste oplysningstænkere her fandt inkompatibelt med naturvidenskaben, fandt han i stedet i samklang med denne. De religiøse mirakler var Guds værktøj til at omvende folk til den sande religion, og netop ved studiet af naturvidenskaben ville det mirakuløse blive endnu mere overbevisende, i det de oversteg menneskets fornuft.
Oplysningstankernes udbredelse i Tyskland skete med små skridt. Wolff havde formået at omforme den lutherske ortodoksi så den blev mere modtagelig over for de nye tanker. Det næste skridt skete omkring midten af det 18. århundrede, da den wolffske rationalisme blev omformet til den rationalistiske teologi, neologien. Fortalerne for denne retning var alle præster og teologer, som f.eks. Friedrich Samuel Gottfried Sack, Johann Friedrich Wilhelm Jerusalem og Johann Joachim Spalding. Den neologiske tankegang tømte de overnaturlige religiøse mirakler for betydning, enten var de aldrig sket som det stod skrevet, og hvis det var, så var det uden betydning. Det vigtigste var at mennesket ved at bruge sin fornuft korrekt kun ville få bekræftet sin religiøse overbevisning.
1700-tallets mest feterede oplyste enevældige hersker Frederik den Store af Preussen. Han brevvekslede med Voltaire, D'alembert og flere andre af de franske encyklopædister, og var selv personligt optaget af den franske oplysning. Vigtigst var alligevel indflydelsen fra Wolff og kameralvidenskabens foreskrifter. Kameralvidenskaben var blevet udviklet under hans far, Frederik Vilhelm 1. af Preussens regeringsperiode, af statsøkonomerne Veit Ludwig von Seckendorff og Wilhelm von Schröder. Kameralismens væsentligste idé var at statens overskud skulle øges. Det kunne ske ved at øge befolkningstallet, effektivisere statens administration ved at uddanne en professionel embedsmandsklasse og følge en stram merkantilistisk politik. Frederik fulgte disse foreskrifter og indførte også mange andre reformer i sit land. Blandt andet åbnede han for alle trosretninger, han indkaldte håndværkere fra udlandet, udførte begrænsede landboreformer og ændrede administrationen af universiteterne.
Der var dog også mere radikale oplysningstænkere i Tyskland, selv om at de i forhold til de andre større europæiske lande var i langt mindre antal. Den fremmeste var Gotthold Ephraim Lessing. Han havde delt mange af neologernes synspunkter, men bevægede sig i løbet 1760'erne længere væk fra dem. Han vedblev at være kristen af overbevisning, men udviklede i stedet sit helt eget personlige religiøse standpunkt. Han nåede næsten at gå ind for alle de forskellige synspunkter, der fandtes i den protestantiske teologi. I hovedværkerne Nathan der Weise ("Nathan den vise", 1779) og Die Erziehung des Menschengeschlechts ("Opdragelsen af menneskeheden", 1780) fremlægger han sit standpunkt om religiøs tolerance i retten for den enkelte til at finde sit eget religiøse standpunkt. Lessing var optaget af kristendommens alvorsfulde karakter, men han fraskrev sig troen på det overnaturlige, og fandt i stedet - i overensstemmelse med oplysningstidens tanker - behag i den filosofiske side af troen.
En anden af Tysklands oplysningstænkere var Moses Mendelssohn. Han var af jødisk baggrund og var en ivrig fortaler for jødernes rettigheder i Tyskland. Lessing havde i sit drama Die Juden ("Jøderne", 1749) også givet udtryk for støtte til denne sag, og de to blev nære venner og litterære kollegaer. Da Mendelssohn sendte sit manuskript til værket Philosophische Gespräche ("Filosofiske samtaler") (1755) til Lessing til gennemlæsning, blev Lessing så begejstret for bogen, at han uden at konsultere Mendelssohn sendte det til trykning.
Bogen var et bidsk angreb på den tyske litterære verden for dens forsømmelse af de tyske filosoffer på bekostning af de udenlandske. Senere i livet blev Mendelssohn involveret i litterære stridigheder med blandt andet schweizeren Johann Kaspar Lavater omkring Jesus' guddommelighed. Mendelssohns helbred blev nedbrudt af stridighederne, og han koncentrerede sig om oversættelsen af dele Det gamle Testamente fra hebraisk til tysk, med mange kommentarer.
Den nok mest kendte tyske oplysningsfilosof var Immanuel Kant. Hans virke faldt i sidste halvdel af århundredet, og han formåede at opleve både højdepunktet og afslutningen af oplysningstiden. Med sit værk Beantwortung der Frage: Was Ist Aufklärung? fra 1784 definerede han oplysningstiden. I sit hovedværk Kritik der reinen Vernunft ("Kritik af den rene fornuft", 1781) opstillede han sit erkendelsesteoretiske system der fremhævede forstandens transcendentale logik som modsvar mod især den engelske empirisme. Med sit kategoriske imperativ fik han ud fra sit system mulighed for at formulere religionsfri etisk baserede moralregler uden at ende i Humes skepticisme. Med dette system, der kun tillagde menneskets logik betydning, lagde han grunden til det tidlige 19. århundredes reaktion mod oplysningstiden, hvis væsentligste indvending, ifølge den selv, var manglen på vægt som tillagdes følelserne.

## Oplysningstiden i Danmark-Norge
Den første repræsentant for oplysningstiden på dansk jord er holsteneren Matthias Knutzen (født cirka 1646), som var præget af bibelkritisk lære og radikal rationalisme. Han nedfældede blandt andet sine tanker i skriftet Amicus, Amicis, Amica, En vens venlige ord til vennerne 1670'erne), der talte for klarhed i troen og en afvisning af de mange selvmodsigelser i de hellige skrifter. Knutzens ideer var den del af "Radical Enlightenment", "den radikale oplysning", som var en forløber for 1700-tallets oplysning inspireret af filosoffen Spinozas værker, men Knutzens ideer havde ikke stor gennemslagskraft i Danmark, og hans skrifter kendes kun i afskrift fra modstandernes skrifter.
Den første i Danmark som var præget af oplysningen, og som det lykkedes at få udbredt sine ideer til et større publikum, var den norskfødte Ludvig Holberg. På sine rejser til Europas store universitetsbyer fik han et godt indblik i de nyere strømninger, der begyndte i de første årtier af århundredet. Han læser blandt andet Pierre Bayles leksikon, mens han opholdt sig i Rom , og gør sig også bekendt med andre af tidens kontroversielle forfattere. Med værket Morals Kierne eller Introduction til Naturens og Folke-Rettens Kundskab (1716) viser han sin forankring i teorien om naturretten. Holberg var først og fremmest optaget af filosofien som kernen til al videnskab, metoden var den sokratiske. Han anså mennesket for at være et fornuftsvæsen, men han har ikke tilsluttet sig noget specifikt rationalistisk system, han anvendte i stedet snarere en form for empirisk psykologi i sine værker.
Den danske litteratur var mangelfuld på Holbergs tid, og han prøvede at ændre det ved at skrive og udgive værker om mange forskellige emner: historie, epistler og skønlitteratur. Det var også en del af hans oplysningsprojekt, at han skrev komedier. På den måde kunne han oplyse den del af befolkningen, der ikke læste bøger. Han fik samtidig vist, at han ikke delte oplysningstidens karakteristiske tanker om politisk frihed, idet hans morale i fx Den politiske Kandestøber (1722) viser, at den almindelige borger ikke bør deltage i politisk debat.
Den danske oplysning var i høj grad under indflydelse af den tyske. På universiteterne var det wolffianismen, der vandt indpas i løbet af midten af 1700-tallet, og den beholdt sin plads som den førende officielt anerkendte teori resten af århundredet. Især Jens Kraft var en kraftig fortaler for Wolffs "matematiske" formalisme.
Der var også indtryk fra andre dele af oplysningstiden. Væsentligst var Frederik Christian Eilschov, som trods sin kraftige inspiration fra Wolff (og Gottfried Wilhelm Leibniz) gik langt videre og bl.a. talte for ligestilling mellem kønnene med hensyn til uddannelse. Hans karriere blev kort, da han døde som 25-årig, efterladende et stort forfatterskab. Hans politiske teorier kan spores hos professorerne på Sorø Akademi, foregangsmændene i den såkaldte Sorø oplysning, især hos Jens Schielderup Sneedorff, som i sit værk Om den borgerlige Regiering (1757) viser en tydelig inspiration fra Montesquieus tanker om regeringsformerne. Mens Humes fortrinsvis merkantilistiske tankegang også har haft indflydelse på Sneedorff, ses det dog mest i hans efterladte arbejder, som hans efterfølger Andreas Schytte benyttede til andet bind af sit hovedværk Staternes indvortes Regiering (1772-1776). Resten af Schyttes værk viser en kraftig indflydelse fra de tyske kameralister med hensyn til hans tanker om statsadministrationen.
Den 31. marts 1755 udsendte Adam Gottlob Moltke i Frederik 5.s navn en opfordring til alle landets borgere om at deltage i debatten om forbedringer af landets økonomiske kår. Det stod enhver frit for at indsende deres tanker over disse emner, og de blev gratis offentliggjort uden censur i tidsskriftet Danmarks og Norges Oeconomiske Magazin (1757-1764) som blev redigeret af præsten og forfatteren Erik Pontoppidan.
Dermed lød startskuddet til en af de mest vellykkede konkrete politiske resultater som oplysningstiden fremkom med på dansk jord, nemlig landboreformerne. Allerede Frederik 4. havde forsøgt sig med at hjælpe bonden, men reformerne blev for det meste ført tilbage efter hans død. Denne opfordring satte gang i en debat samtidig med, at en del af den ellers effektive censur var blevet ophævet. Processen tog lang tid, og først i 1780'erne og efter mange omslag i den politiske administration begyndte problemet at løses praktisk med udskiftningen fra fællesskabet og gradvis lettelse af stavnsbåndet. Men et andet resultat af opfordringen var en øget diskussion i mange forskellige politiske og økonomiske spørgsmål som generelt set ikke var blevet diskuteret på tryk før.
Det mest radikale forsøg på at indføre oplysningstankerne i Danmark skete under Johann Friedrich Struensees regeringsperiode 1770-1772. Struensees projekt var at reformere den danske stat efter de nyeste af tidens ideer. Struensee var både inspireret af den tyske kameralisme og af franske oplysningstænkere som d'Alembert og Diderot. Hans reformer indebar en fuldkommen omordning af administrationen, hæren og økonomien. Desuden indførte han fuldkommen trykkefrihed. Struensees tid ved magten blev kort, og størstedelen af hans reformer blev fjernet af Ove Høeg-Guldbergs efterfølgende regering.
Ved Regeringsforandringen 14. april 1784 begyndte en ny periode i dansk oplysningstids historie. Den unge kronprins Frederik kom til magten, og hans tidlige regeringsperiode var under stærk indflydelse af statsmanden Andreas Peter Bernstorff, som på mange punkter var liberal i sine holdninger. Fx var A.P. Bernstorff (og onklen J.H.E. Bernstorff) nogle af de første til at indføre landbrugsreformer på deres godser; reformer som i mange aspekter blev lagt til grund for de egentlige landboreformer. Et andet vigtigt punkt i denne periode var den slækkede censur. Det betød, at skrifter af meget kritisk indhold med få undtagelser blev tolereret af regeringen. Det betød også, at en egentlig kritisk opposition kunne begynde at dannes, og det skete som regel udelukkende med grundlag i oplysningstidens tankegang. Størstedelen af oppositionen var forholdsvis moderat. Den repræsenteredes af en lang række borgerlige og adelige skribenter som Knud Lyne Rahbek, Christen Henriksen Pram, Rasmus Nyerup og Tyge Rothe. Mange af dem mødtes i den efter engelsk forbillede anlagte Drejers Klub og redigerede og skrev tidsskrifter som Minerva og Lærde efterretninger. Den rige adelsmand og historiker Peter Friderich Suhm åbnede sin private bogsamling for offentligheden. Det var første gang i Danmark at borgere kunne låne bøger, og det blev flittigt brugt. Suhm havde efter Struensees fald i skriftet Til Kongen. Af Peter Friederich Suhm (1772. Kan læses i sin helhed på Wikisource) opfordret til ikke at fare for hårdt frem mod Struensees reformer. Suhm skrev senere for indførelsen af et konstitutionelt kongedømme i Danmark (bl.a. i Udkast til en ny Regjeringsform – Et Fragment der kan læses på Wikisource),. Trods Suhms popularitet blev hans idéer dog ikke ført ud i livet af de nye magthavere.
Der opstod en langt mere radikal gruppe af oppositionsmænd i slutningen af århundredet. I tiden omkring den franske revolution eksisterede der endda en lille jakobinsk gruppe ledet af digteren Malthe Conrad Bruun. Med sit skrift Aristokraternes Catechismus (1796) gjorde han grin med hofadelen og regeringens afhængighed af den. Tidsskriftet Politisk og Physisk Magazin (1793-96) udgivet af Rudolph Buchhave, var måske ikke egentligt jakobinsk, men det vedblev at støtte fx Maximilien Robespierres handlinger længe efter at de blodige henrettelser, den såkaldte terrortid.
Jakobinerne dannede kun en ganske lille, men højrøstet gruppe i København, og de udgav i en kort periode tidsskriftet Jacobineren (1796) som ytrede fuld tilslutning til revolutionen i Frankrig. Størstedelen af de mere radikale oplysningsmænd var dog ikke åbenlyst revolutionære. Peter Andreas Heiberg var stærkt kritisk overfor regeringen i tidsskriftromanen Rigdalersedlens Hændelser (1789), der på en satirisk måde tager alle aspekter af samfundet under behandling, fx Klasselotteriets fordærvelse af ungdommen, statsstøtte til spekulanter og det systematiske smugleri. I visen Selskabs-Sang. Den 25de September 1790 skrev han de berømte ord "Ordener hænger man paa Idioter", der klagede over at hofadelen blev belønnet med ordener, mens lærde som Suhm, Rothe og Ove Malling ikke blev anerkendt efter fortjeneste. En anden kritisk forfatter var Niels Ditlev Riegels, der i bogen Julemærker fra Landet og Byen (1790) støtter indførelsen af en stænderforsamling. Han udgav også tidsskriftet Maanedsskriftet Kiøbenhavns Skilderie  (1786-1790) hvori han bl.a. skrev reportager fra sine besøg på fattigstiftelser, tugthuse og sindssygeanstalter i København og beskrev de horrible forhold for de indsatte. I sin historiske værker som Forsøg til Femte Christians Historie (1792) og Skilderie af Siette Christian (trykt i 3. del af Smaa historiske Skrifter' 1796-1798) gennemgik han stærkt kritisk de danske enevoldskonger. Kun Frederik 4. fandt nåde for hans pen i værket Udkast til Fierde Friederichs Historie efter Høyer (1795-1800).
I 1797 døde Bernstorff og kronprinsen ønskede støttet af mange af sine ministre at indføre en strammere trykkefrihedspolitik. Mens diskussionen foregik, udgav præsten Michael Gottlieb Birckner skriftet Om Trykkefriheden og dens Love (1797) et lærd forsvar for en udvidet trykkefrihed. Men resultatet af regeringens interne drøftelser blev Trykkefrihedsforordningen af 1799, der strammede reglerne for pressen betydeligt og reelt genindførte censuren. Heiberg og Bruun blev dømt til landsforvisning. Det var et signal til, at den frie tone i pressen ikke ville blive tolereret. Således endte den periode i Danmarks historie med den stærkest folkelige opbakning for oplysningstidens ideer.

## Filosoffer
Frankrig
- Antoine Lavoisier (1743–1794);
- Baron d'Holbach (1723–1789);
- Montesquieu (1689–1755);
- Denis Diderot (1713–1784), medstifter af l'Encyclopédie;
- François Quesnay (1694–1774), økonom;
- François-Marie Arouet (alias: Voltaire) (1694–1778);
- G.L. Buffon (1707–1788);
- Jean Le Rond d'Alembert (1717–1783), videnskabsmand;
- Jean-Jacques Rousseau (1712-1778) (Frankrig / Schweiz);
- Joseph-Alexandre-Victor Hupay de Fuveau,(1746-1818), forfatter og filosof;
- Nicolas de Condorcet (1743–1794), filosof;
- Pierre Bayle (1647–1706);
- Voltaire (1694-1778), forfatter og filosof.
- Émilie du Châtelet (1706-1749), filosof.

Storbritannien
- Adam Smith (1723–1790), økonom;
- David Hume (1711-1776), historiker og filosof;
- Edmund Burke (1729–1797), samfundsfilosof;
- Edward Gibbon (1737–1794), historiker;
- James Burnett, Lord Monboddo (1714-1799), filosof;
- John Locke (1632–1704), filosof;
- Mary Wollstonecraft (1759-1797), forfatter og filosof;
- Robert Hooke (1635–1703), naturvidenskabsmand og arkitekt;
- Sir Isaac Newton (1643-1727), filosof, naturvidenskabsmand, alkymist og teolog;
- Thomas Hobbes (1588–1679), samfundsfilosof, skrev Leviathan.

USA
- Benjamin Franklin (1706–1790), naturvidenskabsmand, statsmand;
- Thomas Jefferson (1743–1826) filosof og præsident;
- Thomas Paine (1737–1809), filosof og samfundskritiker.

Tyskland
- Christian Jacob Wagenseil;
- Christian Felix Weisse;
- Christoph Martin Wieland;
- Christian Wolff (1679-1754) medstifter af den tyske oplysning;
- Friedrich Nicolai;
- Christian Garve;
- Thomas Abbt (1738–1766);
- Johann Gottfried von Herder, teolog;
- Immanuel Kant (1724–1804), filosof;
- Adam Weishaupt (1748–1830);
- Gotthold Ephraim Lessing (1729–1781);
- Leibniz (1646-1716), videnskabsmand, filosof, logiker, historiker, jurist og diplomat.

Nederlandene
- Baruch Spinoza (1632–1677), optiker og filosof;
- Hugo de Groot (1583-1645), jurist;
- Pierre Bayle (1647–1706).

Polen
- Hugo Kołłątaj (1750–1812);
- Ignacy Krasicki (1735–1801).

Italien
- Cesare Beccaria (1738-1794), politiker og jurist.

Portugal
- Sebastião de Melo, Marquis van Pombal (1699-1782).

Andre lande
- Benito Jerónimo Feijóo y Montenegro (1676–1764);
- Ekaterina Dashkova;
- Emanuel Swedenborg (1688–1772), filosof;
- Mikhail Lomonosov;
- Mikhailo Shcherbatov;
- Nikolay Novikov (1744–1818), filantrop.